# قائمة الاتحاد لأسماء الفنانين
قائمة الاتحاد لأسماء الفنانين (بالإنجليزية: Union List of Artist Names)‏ ومختصرها (ULAN) هي قاعدة بيانات على شبكة الإنترنت تستخدم لغة مقيدة وتحتوي حاليا على ما يقارب 293000 اسما ومعلومات أخرى عن الفنانين. الأسماء في هذه القائمة تحتوي على الاسم الأول والاسم المستعار والاختلاف في التلفظ والأسماء بلغات مختلفة والأسماء التي تغيرت بمرور الزمن (مثلا: الاسم قبل وبعد الزواج)، وقد وضعت علامة بجانب الاسم المفضل.
إن قوائم الأسماء في قائمة الاتحاد لأسماء الفنانين تأتي بشكل قاموس مفردات متوافقة مع معايير المنظمة الدولية للمعايير (ISO) ومنظمة معايير العملومات الوطنية (NISO).
تركز القائمة على المعلومات حول الفنانين وتحتوي على ما يقارب 120000 فنانا. لكل فنان هناك رقم منفرد يمثل هويته.

نموذج لسجلات قائمة الاتحاد لأسماء الفنانين.

## روابط خارجية
- الموقع الرسمي